# ملوحة التربة

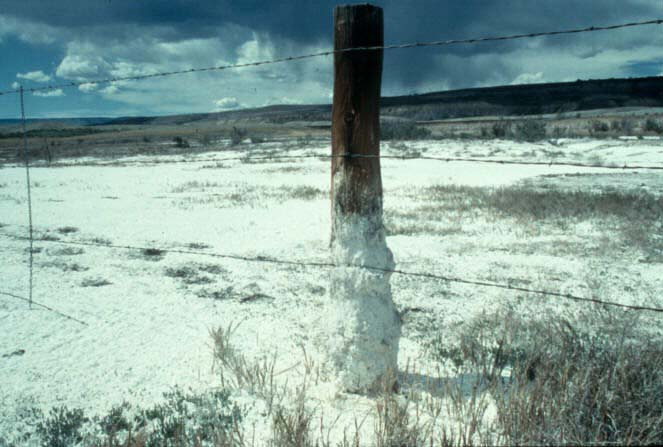
أراضي متملحة ترى في كولورادو. تتراكم الأملاح المنحلة في التربة على سطحها وتتوضع على الأرض وعلى حامل السياج أيضا

ملوحة التربة أو التملح هي ارتفاع مستوى الملح في التربة.
تكون التربة مملحة بسبب تراكم الأملاح الزائدة، وعادة تكون أكثر وضوحا للعيان على سطح التربة. تنتقل الأملاح إلى سطح التربة عن طريق ناقلات شعرية طبيعية وتكون محملة من المياه الجوفية المالحة، ثم تتراكم بسبب التبخر، ويمكن أيضًا للملوحة أن تكون كثيفة في التربة بسبب النشاط البشري. عندما ترتفع ملوحة التربة ترتفع الآثار السلبية للملح التي يمكن أن يؤدي إلى تدهور التربة والنباتات.

## أسباب التملح
- مستويات عالية للملح في التربة.
- خصائص الأرض التي تسمح للملح بالتحرك (حركة المياه الجوفية).
- الاتجاهات المناخية التي تسمح بتراكم الملح.
- الأنشطة البشرية، مثل تجريد الأراضي من الأشجار وتربية الأحياء المائية.
- قطع الأشجار، لأن الأشجار تمتص الأملاح التي في التربة لعملية البناء الضوئي
- التبخر الشديد لانه يؤدي لازدياد الخاصة الشعرية
- الاستخدام المفرط للأسمدة الكيميائية

## مفهوم عملية التملح
والملح هو العنصر الطبيعي للتربة والمياه، فالأيونات المسؤولة عن التملح هي : الصوديوم، والبوتاسيوم ، والكالسيوم، والمغنزيوم والكلور. وبما أن الصوديوم هو العنصر السائد فتصبح التربة صوديومية (مليئة بالصوديوم). تواجه التربة المليئة بالصوديوم تحديات خاصة لأنها تكون مهيكلة بشكل سيئ للغاية مما يحد أو يمنع من ارتشاح المياه وتصريفها. ومع مرور الدهور، فان معادن التربة مع عوامل التجوية تطلق هذه الأملاح، ثم تدفق أو ترشح إلى سطح التربة مع ارتشاح المياه في المناطق ذات الأمطار الغزيرة. بالإضافة إلى التجوية فالمعادن تُرسب الأملاح أيضا عن طريق الغبار والأمطار.
في المناطق الجافة قد تتراكم الأملاح، مما يؤدي إلى تربة مالحة، هذه هي الحال، على سبيل المثال، في أجزاء كبيرة من أستراليا. يمكن للممارسات البشرية أن تزيد من ملوحة التربة من خلال إضافة الاسمده في مياه الري. إن إدارة الري بشكل صحيح يمكن أن تحول دون تراكم الملح عن طريق تصريف المياه بشكل كاف لتصفية الأملاح من التربة.
إن تعطل أنماط تصريف المياه يمكن أيضا أن يؤدي إلى تراكم الملح. ومثالا على ذلك وقعت حادثة في مصر في عام 1970 عندما بني السد العالي في أسوان. حيث كان التغير في منسوب المياه الجوفية قبل البناء قد أدى إلى زيادة تركيز الملح في المياه الجوفية، وبعد البناء، أدى ارتفاع مستوى المياه الجوفية إلى تملح الأراضي الصالحة للزراعة.

## الملوحة في الأراضي الجافة
الملوحة في الأراضي الجافة يمكن أن تحدث عندما يكون منسوب المياه على عمق مترين إلى ثلاثة أمتار من سطح التربة حيث ترتفع أملاح المياه الجوفية من خلال الناقلات الشعرية الطبيعية إلى سطح التربة. هذا يحدث عندما تكون المياه الجوفية مالحة (وهو شيء شاسع في كثير من الأماكن)، ومما يزيد من وطأتها استخدام الأراضي بشكل غير مدروس مثل إزالة الأشجار مما يسمح بدخول المزيد من مياه الأمطار لطبقة المياه الجوفية أكثر مما يمكن أن تستوعب، مثلا إزالة الأشجار من أجل الزراعة هو السبب الرئيسي للملوحة في الأراضي الجافة في بعض المناطق، بسبب استئصال جذور الأشجار العميقة حيث تحل محلها الجذور السطحية للمحاصيل الزراعية.

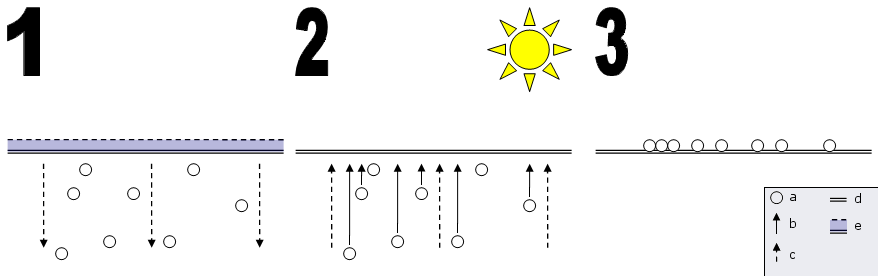

## ملوحة التربة بسبب الري
إن ملوحة التربة بسبب الري يمكن أن تحدث على مر الزمن كلما زاد ري هذه التربة، فمعظم المياه (حتى الأمطار الطبيعية) تحتوي على بعض الأملاح المنحلة. ولأن النباتات تستهلك المياه وكمية قليلة جدا من الأملاح المعدنية، فإن كمية كبيرة من الأملاح في التربة وتبدأ بالتراكم. وبسبب ملوحة التربة يصبح من الصعب على النباتات امتصاص المياه، ويجب إبعاد هذه الأملاح عن جذور النباتات في المنطقة من خلال إضافة كمية أكبر من المياه.

## الآثار السلبية لملوحة التربة
- آثار ضارة على نمو النبات والمحاصيل.
- تلحق الأضرار بالبنية التحتية (الطرق، والأبنية، وتآكل الأنابيب والكابلات)
- انخفاض جودة المياه بالنسبة لمستخدميها، ومشاكل بالترسيب.
- تعرية التربة في نهاية المطاف، عندما تكون المحاصيل قد تأثرت بشدة من كميات من الأملاح.

## مساحة الأراضي ذات التربة المالحة
إن مساحة الأراضي ذات التربة المالحة بحسب منظمة الفاو واليونسكو هي كالتالي :
| المنطقة                    | المساحة (10 6 هكتار) |
| -------------------------- | -------------------- |
| أفريقيا                    | 69.5                 |
| الشرق الأدنى والشرق الأوسط | 53.1                 |
| آسيا والشرق الأقصى         | 19.5                 |
| أمريكا اللاتينية           | 59.4                 |
| أستراليا                   | 84.7                 |
| أمريكا الشمالية            | 16.0                 |
| أوروبا                     | 20.7                 |